# Norddal kirke
Norddal kirke er en ottekantet kirke, der er bygget i 1782. Den ligger i Norddal kommune på Sunnmøre, Norge.